# Isabella (superračunalo)
Isabella je najpoznatije hrvatsko superračunalo. Jedan od najsnažnijih računalnih sustava u akademskoj zajednici Republike Hrvatske. Čini ga 40 računalnih čvorova koji korisnicima osigurava ukupno 704 procesorske jezgre. Radi od 8. lipnja 2002. godine. Velika je uloga Isabelle u razvoju hrvatske znanosti. Namjena Isabelle je izvođenje zahtjevnih računanja za potrebe istraživačkih projekata. Tijekom 15 godina rada u SRCU su na različite načine, ali nesustavno, poboljšavali i razvijali Isabellu. Rezultati su bili različita uspjeha i obnova na taj način nije bila dostatna naraslim potrebama znanosti. Superračunalu Isabelli uskoro će biti pridruženo novo superračunalo VELEbit.